# Herbapol Kraków
Krakowskie Zakłady Zielarskie „Herbapol” w Krakowie – istniejące od 1946 roku przedsiębiorstwo zajmujące się produkcją preparatów ziołowych.
Na początku było „Zjednoczenie” Herbapol, później Zrzeszenie „Herbapol” składające się z wielu rozproszonych po całej Polsce zakładów zielarskich. Zakłady te specjalizowały się w określonej produkcji. Wraz z powstaniem w 1946 roku Krakowskich Zakładów Zielarskich „Herbapol” profil produkcyjny tej firmy obejmował: pozyskiwanie ziół z upraw oraz stanu naturalnego, ich suszenie, krojenie i paczkowanie. W latach 70. zakres produkcji został poszerzony o płynne leki roślinne, czyli nalewki proste i złożone oraz wyciągi z ziół.
Po prywatyzacji od dnia 1 marca 1997 roku Herbapol Kraków rozpoczął działalność jako spółka akcyjna pracownicza pod nazwą Krakowskie Zakłady Zielarskie „Herbapol” w Krakowie SA. Przekształceniom własnościowym towarzyszyło obowiązkowe, wymagane przez Ministerstwo Zdrowia i Opieki Społecznej uzyskanie koncesji na produkcję wyrobów farmaceutycznych. W skład spółki wchodzą: Zakład Produkcyjny w Bochni i w Wadowicach oraz centrala w Krakowie, gdzie znajduje się wydział produkcji kapsułek i tabletek ziołowych.
W Zakładzie Produkcyjnym w Wadowicach produkowane są nalewki i specyfiki z ziół na bazie ekstraktów alkoholowych, syropy owocowe, syropy ziołowe, kosmetyki w postaci płynów i żeli, natomiast w zakładzie produkcyjnym w Bochni wytwarzane są produkty z ziół suchych jak: herbaty ziołowe, herbaty owocowo-ziołowe, lecznicze mieszanki ziołowe i zioła pojedyncze w postaci torebek do jednokrotnego zaparzania typu fix, bądź w formie sypkiej oraz suplementy diety w postaci fix. Wydział Produkcji w Krakowie produkuje kapsułki oraz tabletki na bazie ziół oraz wyciągów ziołowych.
Produkty dostępne są w sklepach zielarsko-medycznych, sklepach ze zdrową żywnością, aptekach i punktach aptecznych na terenie całego kraju oraz w sklepach firmowych w Krakowie, Nowym Sączu, Bytomiu, Rudzie Śląskiej i Rybniku. Spółka prowadzi również Hurtownię Farmaceutyczną w Krakowie.
Spółka posiada certyfikat ISO 9001, ISO 22000.
Od początku istnienia Spółka Herbapol Kraków otrzymał liczne nagrody:
- Drzewko Życia dla nowych preparatów w kapsułkach – Targi Bliżej Zdrowia, Bliżej Natury[5]
- Drzewko Życia za szeroką gamę naturalnych suplementów diety – Targi Bliżej Zdrowia, Bliżej Natury[6]
- Nagroda za prozdrowotne herbatki– Krośnieńskie Targi Euroregionalne
- Drzewko Życia dla Herbat Funkcjonalnych – Targi Bliżej Zdrowia, Bliżej Natury
- Złoty Medal dla herbat „Owocowy sad” – Targi Ecolife
- Złoty Medal za Herbatki owocowo-ziołowe – Targi Bliżej Zdrowia, Bliżej Natury
- Drzewko Życia za produkowane żele – Targi Bliżej Zdrowia, Bliżej Natury